# Bistum Joaçaba
Das Bistum Joaçaba (lateinisch Dioecesis Ioassabensis, portugiesisch Diocese de Joaçaba) ist eine in Brasilien gelegene römisch-katholische Diözese mit Sitz in Joaçaba im Bundesstaat Santa Catarina.

## Geschichte
Das Bistum Joaçaba wurde am 12. Juni 1975 durch Papst Paul VI. mit der Apostolischen Konstitution Quo aptius aus Gebietsabtretungen der Bistümer Caçador, Chapecó und Lages errichtet. Es wurde dem Erzbistum Florianópolis als Suffraganbistum unterstellt. Mit der Errichtung der Kirchenprovinz Chapecó am 5. November 2024 wurde es dem Erzbistum Chapecó unterstellt.

## Bischöfe von Joaçaba
- Henrique Müller OFM, 1975–1999
- Osório Bebber OFMCap, 1999–2003
- Walmir Alberto Valle IMC, 2003–2010
- Mário Marquez OFMCap, seit 2010